# مارا گویانس
مارا گویانِـس (اسپانیایی: Mara Goyanes‎؛ زادهٔ ۱۴ اوت ۱۹۴۲–۶ نوامبر ۲۰۰۶) بازیگر اسپانیایی تئاتر، تلویزیون و سینما بود.
از فیلم‌ها یا مجموعه‌های تلویزیونی که وی در آن‌ها نقش داشته‌است، می‌توان به امکانش هست؟ اشاره نمود.